# Anh Đào Traxel
Pour les personnes ayant le même patronyme, voir Traxel et Duong.
Dans ce nom vietnamien, le nom de famille, Dương, précède le nom personnel Anh Đào.
Anh Đào Traxel, née Dương Anh Đào, le 22 août 1957 au sud de Saïgon au Sud Viêt Nam, est la « fille de cœur » (non adoptée) recueillie par Jacques et Bernadette Chirac à l'âge de 21 ans. Elle est présidente de l'association L'Étoile européenne du dévouement civil et militaire.

## Biographie
Elle fait partie d'un groupe de « boat-people » vietnamiens lorsqu'elle rencontre le couple Chirac à l’aéroport Roissy-Charles-de-Gaulle en 1979. Jacques Chirac décide de recueillir l'un d'eux dans son propre foyer familial. Elle a alors 21 ans. Elle passe deux ans dans la maison des Chirac avec leurs deux filles, Laurence et Claude Chirac.
Elle épouse en secondes noces Emmanuel Traxel, un capitaine de police, officier des Compagnies républicaines de sécurité chargé de la protection des hautes personnalités.
Fonctionnaire au ministère du Tourisme, elle est également présidente de l'association l'Étoile européenne du dévouement civil et militaire, une association caritative qui a pour but d'aider les familles de fonctionnaires et militaires dont les hommes ou les femmes sont tombés en « service commandé » mais aussi d'aider ceux dont la peine et la souffrance font partie du quotidien, soutien aux orphelins, aux enfants gravement malades ou handicapés et aux personnes âgées et honorer les personnes physiques ou morales qui font preuve d'exemplarité dans leur vie quotidienne et professionnelle et qui viennent en aide à leurs semblables.
Elle est aussi la marraine de l'association « Le Relais des Rêves », organisme bénévole venant au soutien des enfants gravement malades. Elle est également celle de l'association « Étincelles Languedoc-Roussillon », qui vient en soutien aux femmes atteintes du cancer. Elle est présidente d'honneur de l'association « Aurélie, l'ange des femmes battues ».
En 2006, elle publie son autobiographie.
Anh Đào Traxel est faite chevalier de la Légion d’honneur en 2009, et officier de l'ordre national du Mérite en 2013, commandeur de l’Étoile de Mohéli (Comores) et chevalier de l'Étoile de la Grande Comore (dite Saïd Ali).
En 2009, après que des rumeurs diffamatoires ont été insérées sur l'article Wikipédia la concernant, elle appelle à la mise en place d’une « autorité de régulation spécifique à l'usage d'Internet » et obtient la condamnation de son diffamateur,.
En 2014, elle confirme ne plus avoir aucun contact avec la famille Chirac. Cette période liée à l'affaire des emplois fictifs de la Mairie de Paris se termine en 2019 lors de la messe funèbre consacrée à Jacques Chirac durant laquelle elle reprend contact avec la famille Chirac et se réconcilie avec sa sœur, Claude qui l'a invitée pour cet événement,.

## Décorations
- Chevalière de la Légion d'honneur, 2009[3],[4]
- Officière de l'ordre national du Mérite, 2013[5]
- Commendeure de l'ordre de l'Étoile de Mohéli, Comores
- Chevalière de l'Étoile de la Grande Comore (dite Saïd Ali)